# چن موهوا
چن موهوا (انگلیسی: Chen Muhua؛ زادهٔ ۴ دسامبر ۱۹۷۳) تیرانداز زن اهل چین بود. وی در بازی‌های المپیک تابستانی ۱۹۹۶ حضور داشته‌است.